# Re-Flex (groupe britannique)
Pour les articles homonymes, voir Re-Flex.
Re-Flex est un groupe de new wave britannique, originaire de Birmingham, en Angleterre. Il a principalement été actif durant la première moitié des années 1980. Il est surtout connu pour son tube The Politics of Dancing.

## Biographie

### Formation et succès (1981—1985)
À la fin de 1982, le groupe enregistre son premier album, The Politics of Dancing, qui paraît en novembre 1983 chez EMI Records. Produit par John Punter de Roxy Music, il connait un succès modéré, atteignant la 53e place aux États-Unis, la 58e en Allemagne et la 34e en Nouvelle-Zélande. L'album a été réédité en 1993, en format CD pour la première fois, par One Way Records.
Le titre de l'album, sorti en single à la fin de l'année 1983, connait un succès beaucoup plus important, et est devenu un hit international en 1984, atteignant le Top 40 (et parfois le Top 20) dans de nombreux pays : 24e aux États-Unis et 8e dans le hit-parade de danse américain, 28e au Royaume-Uni (classé 9 semaines au total), 9e au Canada (avec une série de 9 semaines dans le Top 30 canadien), 25e en Allemagne de l'Ouest, 11e en Australie, 12e en Nouvelle-Zélande, et a également été un succès en Suisse, en Afrique du Sud, en Israël, aux Pays-Bas, en Espagne et en Italie. Cinq autres singles issus de l'album sortent et connaissent plus ou moins de succès. Le groupe effectue une tournée en Europe et aux États-Unis, où, lors de sa première visite, il assure la première partie des concerts de Police.
The Politics of Dancing figure dans le film Edge of Seventeen en 1998 et se trouve également sur de nombreux albums de compilation de singles à succès des années 1980. Elle est également apparue dans la bande-annonce et le film Atomic Blonde, avec Charlize Theron (2017). Re-Flex a également enregistré la chanson Cut It pour la bande originale du film Breakin' de 1984, qui a été publiée par Polydor Records.

### Revirement (depuis 2010)
À la mi-septembre 2010, Re-Flex sort un coffret de six CD réalisé par Paul Fishman, en collaboration avec Roland Vaughn Kerridge, intitulé Re-Fuse. Le coffret comprenait une version remastérisée de The Politics of Dancing et cinq CD d'autres documents inédits (y compris les albums Humanication et Jamming the Broadcast dans leur intégralité) qui précèdent et suivent Politics.
La remasterisation du back catalogue du groupe par Fishman et Kerridge culmine le 18 septembre 2010 avec le lancement d'un site web intitulé Connect pour promouvoir ces nouvelles sorties. Le site web est développé par la société de Paul Fishman, PFL-UK, et a été conçu autour d'un environnement 3D infini.
Selon une interview de Paul Fishman en septembre 2012, le batteur Roland Vaughn Kerridge est décédé en février de la même année après avoir subi trois séries d'opérations pour une tumeur cérébrale. Kerridge a pu enregistrer une dernière chanson lors d'une brève reformation de la formation classique de Re-Flex (sans le bassiste Nigel Ross-Scott) avant sa mort. Fishman déclare que le groupe a l'intention de sortir ce dernier morceau, Vibrate Generate, en tant que single et titre d'un nouvel album de compilation.

## Discographie

### Albums studio
- 1983 : The Politics of Dancing
- 1985 : Humanication
- 2010 : Movement of the Action-Fraction
- 2010 : Music Re-Action
- 2010 : Jamming the Broadcast
- 2010 : Re-Fuse (Box Set)

### Singles
- 1983 : The Politics of Dancing
- 1983 : Hitline
- 1983 : Hurt
- 1984 : Praying to the Beat
- 1984 : Couldn't Stand a Day
- 1984 : Sensitive
- 1985 : How Much Longer